# トミー植松
トミー植松（トミーうえまつ、1929年7月25日 - 2024年）は、日本の英語教育者。本名・植松利康。「トミー・植松」と中黒を入れる表記もかつては用いた。

## 人物・来歴
上海に生まれる。シンガポール、オーストラリアに滞在の後、神戸国際学校に入学。関西学院大学文学部英語学科を卒業する。1952年に毎日新聞社に入社し、1973年までの間、英文毎日、毎日デイリーニューズ記者として勤務。その間、力道山の通訳、スカルノ元インドネシア大統領やマリリン・モンローの記者会見通訳を務める。ラジオ番組「百万人の英語」講座の講師を20年間務めるほか、NHKやフジテレビジョンなどで英会話番組も担当した。
1974年より、玉川大学文学部外国語学科教授となる。1996年から白鷗大学経営学部教授に転じ、2000年には白鷗大学女子短期大学部英語科長を兼務した。2002年に退職。2024年に死去。
実用英語技能検定（英検）では、1級の面接官を当初より務める。

## 著書
- 『英語弁論の手引』研究社、1960年10月（「植松利康」名義）
- 『英語スピーチ入門 中学・高校生のために』開隆堂、1961年（「植松利康」名義）
- 『こんなとき英語でどう言うか そのものずばりのレッスン』評論社、1964年
- 『続・こんなとき英語でどう言うか やさしい単語の生かし方』評論社、1966年
- 『英語のスピーチ』創元社、1966年
- 『女性の英会話 優雅でビジネスライクな表現』評論社、1968年
- 『英語のスピーチ実例集』創元社、1969年
- 『実用英語三人会話 グループ時事会話のコツ』評論社、1969年
- 『こんなとき・あんなとき 英会話 日用会話の基礎から応用まで』評論社、1970年
- 『英語のジョーク ユーモアで学ぶ英会話』評論社、1970年
- 『英語のスピーチのしかた 入賞スピーチとそのコメント』評論社、1972年
- 『英語1分スピーチ ジャパンタイムズ<Living english series> 、1974年
- 『社会人の英会話』研究社カセットライブラリー、1974年
- 『ハロー・フレンズ! 楽しみながら頭にはいる実用英語』評論社、1974年
- 『30秒…英会話スポット・レッスン』ジャパンタイムズ<Living english series>、1974年
- 『電話英語の聞き方話し方』ジャパンタイムズ、1975年
- 『トミーのレッツスピーク32章 英会話が楽しくなる』日本英語教育協会<Eikyo new books> 、1975年8月
- 『日本を紹介する英会話』ジャパンタイムズ、1977年8月
- 『電話の英会話 あいさつからデートまで』ジャパンタイムズ、1977年10月
- 『カード英会話のきまり文句 やさしい単語で生きた口語表現』1-2　評論社、1980年3月
- 『就職のための英語面接』玉川大学出版部、1980年4月
- 『生きた英語表現法』玉川大学出版部、1980年8月
- 『とっさの英会話 いつでも、どこでも、誰とでも話せる』経済界<リュウブックス>、1980年11月
- 『これで合格!英検1級面接テスト』(Eiko new books) 日本英語教育協会、1981年
- 『ユーモア英語表現法』玉川大学出版部、1981年2月
- 『似た英単語の使いわけ』玉川大学出版部、1981年8月
- 『英語で紹介するニッポン 日本文化の口語英語表現集』ジャパンタイムズ、1981年8月
- 『英語スピーチ虎の巻』毎日新聞社、1982年6月
- 『とっさの実用英会話 学校英語が教えない ストレートに通じる表現力がつく』 経済界<リュウブックス>、1982年6月
- 『英会話文例辞典 あいさつから電話まで』評論社、1983年
- 『英語の迷信 英語世界の風俗習慣がわかる辞書』サイマル出版会、1983年2月
- 『とっさの電話英会話 もうドキマギすることはない』経済界<リュウブックス>、1983年3月
- 『英語面白ゼミナール 爆笑ウンチク満載号』実業之日本社<実日新書>、1983年6月
- 『New English : 文部省(不)認定英語教科書』アルク<Cat books>、1984年4月
- 『すぐに役立つ電話英会話 決まり文句で覚える』ジャパンタイムズ、1986年9月
- 『気分を伝える英会話これだけ知っていれば十分 決まり文句から簡単なバリエーションまで』日本実業出版社<エスカルゴ・ブックス>、1988年5月
- 『英米人と52倍うまくコミュニケートする方法 絵で学ぶ行動パタンのちがい』バベル・プレス<Babel books>、1988年9月
- 『KDDの国際電話英会話によく効く本 ビジネスからプライベートまですぐ役立つ47の会話』KDDクリエイティブ、1989年11月
- 『応用のきく英語スピーチ活用集』研究社、1989年8月
- 『KDD出会いをキメるファースト・フレーズ』三修社<ゼロゼロワンダフルコミュニケーション>、1992年12月
- 『英会話電話のフレーズ 会社・出張先・家庭…実際によく使う表現から気の利いた言い回しまで』日本実業出版社、1995年1月
- 『英語・その言葉の魅力』丸善ライブラリー、1997年12月
- 『日本人の不思議な英語 意外な間違い・困った誤解』丸善ライブラリー、1997年3月
- 『英語の迷信エッセイ事典』洋販出版、1998年8月
- 『パーティー・ジョークを楽しもう 英語ユーモア社交術』丸善ライブラリー、2001年7月
- 『「英会話」超基本フレーズ68』PHPエディターズ・グループ, 2002年9月
- 『「使える71フレーズ」とっさの英会話』経済界<リュウ・ブックスアステ新書>、2002年11月
- 『なぜ英語だとこう言うの?』経済界<リュウ・ブックスアステ新書>、2003年4月
- 『トミー植松の成功する英語面接』玉川大学出版部、2003年7月
- 『蔵出し英単語ものがたり』創元社、2003年12月
- 『ブレーン・エクササイズ 頭の体操・英語版』玉川大学出版部、2004年2月
- 『直訳できない!英語の決まり文句100 ネイティブ・スピーカーがよく使う』創元社、2005年7月
- 『レッツ・トライ・イングリッシュ! 1 (英語で話そう学校の1日)』（絵：PERSIMMON）評論社、2011年3月
- 『レッツ・トライ・イングリッシュ! 2 (英語で遊ぼうゲームとコント)』（絵：PERSIMMON）評論社、2011年3月
- 『レッツ・トライ・イングリッシュ! 3 (英語で知ろう世界の文化)』（絵：PERSIMMON）評論社、2011年3月

### 共著編
- 『英語討論のスキル』（ウェイン・C.マナバックと共著）研究社、1973年7月
- 『英語ユーモア傑作選』1-2 (編）英文世界名作シリーズ 評論社、1978年
- 『玉川こども・きょういく百科 [18] (こどもえいご 1) 』（編、装画：青木昌三）玉川大学出版部、1979年
- 『ホームステイ英語 会話から常識までこれ1冊でOK!!』（水野潤一と共著）研究社、1986年6月
- 『ガイジン』（ティム・エルンストと共著）ジャパンタイムズ、1987年5月
- 『英語力もグンとつく漢字おもしろクイズ こう読む、こう書く、英語ではこう言う』（漢字Q&A倶楽部と共著）経済界<タツの本>、1991年4月
- 『どうわでおぼえるえいご』（編）玉川大学出版部<玉川学園のこどもえいご>、2003年4月

### 英訳
- サトウサンペイ『英訳スカタンCo』全3巻 評論社、1971年 のち文庫
- 園山俊二『英訳カレッジねえちゃん』評論社、1971年
- 東海林さだお『英訳コチラその他課』評論社、1972年 のち文庫
- 園山俊二『英訳マイペース一家』評論社、1972年　のち文庫